# 마르타 이소바
마르타 이소바(Martha Issová, 1981년 3월 22일 ~ )는 체코의 배우이다.

## 출연 작품
- 두클라61 (2018)
- 밤 올빼미 (2008)
- 리틀 걸 블루 (2007)